# یورگن نولدنر
یورگن نولدنر (به آلمانی: Jürgen Nöldner) بازیکن فوتبال و مهاجم اهل آلمان شرقی بود که از سال ۱۹۶۰ میلادی عضو تیم ملی فوتبال آلمان شرقی بوده‌است. وی در ۳۰ بازی ملی حضور داشته و در بازی‌های ملی‌اش ۱۶ گل به ثمر رساند. یورگن نولدنر آخرین بازی ملی خود را در سال ۱۹۶۹ میلادی انجام داد.